# Sân bay Tokachi-Obihiro
Sân bay Tokachi-Obihiro là một sân bay ở Obihiro, phó tỉnh Tokachi, Hokkaidō, Nhật Bản (IATA: OBO, ICAO: RJCB). Sân bay này có một đường băng dài 2500 m bề mặt nhựa đường.

## Các hãng hàng không và các tuyến điểm
Hiện có các hãng hàng không sau đang hoạt động tại sân bay này:
- Japan Airlines (Tokyo International Airport (Tokyo Haneda))
  - J-Air (Nagoya Airfield)